# Dighawani
Dighawani è una suddivisione dell'India, classificata come census town, di 7.935 abitanti, situata nel distretto di Chhindwara, nello stato federato del Madhya Pradesh. In base al numero di abitanti la città rientra nella classe V (da 5.000 a 9.999 persone).

## Geografia fisica
La città è situata a 22° 12' 55 N e 78° 49' 06 E.

## Società

### Evoluzione demografica
Al censimento del 2001 la popolazione di Dighawani assommava a 7.935 persone, delle quali 4.232 maschi e 3.703 femmine. I bambini di età inferiore o uguale ai sei anni assommavano a 1.063, dei quali 532 maschi e 531 femmine. Infine, coloro che erano in grado di saper almeno leggere e scrivere erano 4.838, dei quali 2.947 maschi e 1.891 femmine.